# Chalon (Fluss)
Der Chalon ist ein Fluss in Frankreich, der im Département Drôme in der Region Auvergne-Rhône-Alpes verläuft. Er entspringt im Gemeindegebiet von Montmiral, knapp an der Grenze zur Nachbargemeinde Valherbasse, entwässert generell Richtung Südwest und mündet nach rund 28 Kilometern im Gemeindegebiet von Granges-les-Beaumont als rechter Nebenfluss in die Isère. 

## Orte am Fluss
(Reihenfolge in Fließrichtung)
- Le Chalon
- Reculais, Gemeinde Arthémonay
- Les Sables, Gemeinde Peyrins
- Saint-Bardoux
- Granges-les-Beaumont